# 播磨政勝
播磨 政勝（はりま まさかつ、1951年 - ）は、日本の競馬評論家・ターフライター。

## 来歴
愛媛県出身。元々プロ野球選手を目指そうとしたが挫折。その後テレビの競馬中継でハイセイコーが人気を集めたことをきっかけに、趣味と実益の一環としてサンケイスポーツに入社。競馬エイトトラックマンを長年担当し、特に1998年から2002年には本紙予想を担当して1998、2000、2002年には収支・回収率・的中率で、何れもトップの「三冠」を飾る実力を誇った。本紙予想を退いた2003年と2004年には1面にコラム「ズバリこの馬!!」を執筆し、回収率115%（一点毎同じ額を予想通りに買い続ければ15パーセントの黒字）をマークし、信頼を集めた。
2004年4月にサンスポを退社した後はフリーのターフライターとしての活動を始めるようになり、日刊ゲンダイ（関西版）に「新・ズバリこの馬!!」を執筆している。また、小倉競馬場での中央競馬開催期間中の毎週日曜日にテレビ西日本で放送しているDREAM競馬でもレース解説を担当している（1-2月の第3場開催のときはメイン解説者）。